# Фердинанд (мультфильм)
«Фердинанд» (англ. Ferdinand) — американский полнометражный комедийный компьютерный анимационный фильм. Мультфильм основан на книге Манро Лифа «История Фердинанда». Мультфильм создан производством студии Blue Sky Studios и компании 20th Century Fox. Мировая премьера состоялась 13 декабря 2017 года, в России — 21 декабря 2017 года.

## Сюжет
Бывает иногда такая несправедливость в жизни: на самого миролюбивого в мире быка, с детства предпочитавшего сидеть под деревом и нюхать цветы, а не бегать вокруг, сшибаясь лбами с другими соплеменниками, пал нелепый жребий судьбы — его как «самый большой, самый быстрый, самый дикий экземпляр» по ошибке выбрали для участия в бое быков в Мадриде.

## Роли озвучивали
- Джон Сина — Фердинанд
- Бобби Каннавале — Вальенте и Рэнг
- Джина Родригеc — Уна
- Джеррод Кармайкл — Пако
- Рауль Эспарса — Морено
- Кейт МакКиннон — Лупе
- Борис Коджо — Клаус
- Карла Мартинес — Изабелла
- Флула Борг — Ханс
- Сэлли Филлипс — Грета
- Мигель Анхель Сильвестре — Эль Примеро
- Давид Диггз — Дос
- Габриэль Иглесиас — Куатро
- Энтони Андерсон — Хрящ
- Дэвид Теннант — Ангус

## Критика
Мультфильм получил в основном положительные отзывы со стороны критиков. Доля одобрительных рецензий по данным сайта-агрегатора Rotten Tomatoes составила 71 % на основе 106 отзывов со средней оценкой 6.2/10. Консенсус сайта гласит, что «новая и яркая интерпретация классический истории не останется незаметной, но его вечно актуальный посыл и приятный голос Джона Сины делает картину отличной для семейного просмотра». По данным агрегатора Metacritic, средняя оценка фильма составила 58 из 100 баллов на основе 20 отзывов. Простые зрители более тепло оценили картину и присудили на сайте CinemaScore оценку А по шкале от A+ до F.
Мультфильм вызвал отрицательную реакцию среди испанских консерваторов, сторонников корриды. Например, разгромный отзыв оставила редакция испанского журнала El País, назвав социальный позыв мультфильма неестественным и что «отказ главного героя от своей животной природы — это ложь, созданная для манипуляции детьми и картина воспитывает в испанских детях завтрашних ненавистников вековых традиций корриды». Рецензия вызвала бурные споры в испанских социальных сетях, в защиту мультфильма стал другой испанский журнал eldiario, заметив, как картина встревожила старый спор между сторонниками корриды и защитниками животных. При этом редакция считает антидискриминационный посыл мультфильма правильным, который воспитывает в детях гуманизм, бережное обращение с животными. Редакция даже провела параллели между темой мультфильма и борьбой против расизма и издевательствами в школе.